# Музей провозглашения независимости (Джакарта)
Музей провозглашения независимости (индон. Museum Perumusan Naskah Proklamasi) — музей истории в Джакарте, Индонезия. Был открыт 24 ноября 1992 года. Именно в этом здании была составлена Декларация независимости Индонезии.

## История
Джакарта основана еще 1527 году. Индонезия долгое время была колонией Нидерландов, позже находилась под оккупацией Японии, и наконец, лишь в 1945 году, обрела независимость. Именно события связанные с провозглашением независимости Индонезии представлены в данном музее.
Здание было построено в 1920 году по проекту Дж. Ф. Л. Бланкенберга. Это двухэтажное здание площадью 1,138 м²., оформленное в ар-деко стиле, которое располагается на участке площадью свыше 3,914 м².
Это здание наряду с другими памятниками, такими как Монумент Независимости — символ могущества и национальной независимости, бюст индонезийского поэта Чаирила Анвара, Статуя принца Дипонегоро, Национальный музей Индонезии, расположено в самом центре столицы Индонезии — Джакарте.
В 1931 году здание музея было куплено страховой компанией Дживасрая.
Во время Второй Мировой войны здание использовалось Британским Генеральным Консульством. В период оккупации Японии здание стало резиденцией контр-адмирала Тадаси Маэды до прибытия Союзников в Индонезию в сентябре 1945 года, когда здание было возвращено британцам. Здание арендовалось Посольством Великобритании с 1961 года по 1981 год, когда здание было передано Индонезийскому Департаменту образования и культуры 28 декабря 1981 года.
В 1982 году здание было преобразовано в государственную библиотеку, а затем в офисное здание.

## Музей
В связи с той ролью, которую сыграло здание в разработке текста провозглашения независимости в 1945 году, здание было направлено на преобразование в музей в 1984 году тогдашний Министром образования и культуры Нугрохо Нотосусанто. Торжественное открытие Музея провозглашения независимости произошло 24 ноября 1992 года.
Музей Провозглашения независимости Индонезии является историческим и культурным памятником Индонезии.

## Коллекция
Музей был разделен на четыре секции, содержащие предметы, связанные с разработкой текста провозглашения. Большая часть мебели является копиями, так как здание сменило своих владельцев несколько раз. Музей экспонирует восковые скульптуры исторических деятелей, а также фотографии и записи.